# Premio Apollo
El Premio Apollo (del francés: Prix Apollo) es un premio literario francés creado en 1972 por el escritor y editor Jacques Sadoul con la asistencia de Jacques Goimard. El galardón fue entregado anualmente hasta 1990 a la mejor novela de ciencia ficción publicada en francés durante el último año calendario. Su nombre fue elegido en referencia al cohete estadounidense Apolo 11.
El jurado estuvo conformado por: René Barjavel, Jacques Bergier, Jean-Jacques Brochier, Michel Butor, Michel Demuth, Jacques Goimard, Francis Lacassin, Michel Lancelot, François Le Lionnais, Alain Robbe-Grillet y Jacques Sadoul. Los escritores Gérard Klein y Pierre Boulle declinaron la oferta a participar.